# Basilica di Santa Maria (Bonarcado)
La basilica di Santa Maria è una chiesa
romanica della Sardegna, parrocchiale di Bonarcado e basilica minore dal 2011. L'edificio si affaccia col prospetto absidale sul piazzale del santuario di Nostra Signora di Bonacattu.

## Storia
Il monastero camaldolese di Santa Maria di Bonarcado, affiliato all'abbazia di San Zeno di Pisa, venne fondato per volere del giudice arborense Costantino I. L'atto di fondazione, risalente al 1110, è il primo documento del Condaghe di Santa Maria di Bonarcado. Un altro documento del condaghe riporta la memoria della consacrazione della clesia nuova di Santa Maria (in riferimento al più antico santuario di Nostra Signora di Bonacattu), avvenuta tra il 1146 e il 1147., durante il regno di Barisone I de Lacon-Serra, alla presenza dell'arcivescovo di Pisa Villano, legato pontificio, di diversi presuli sardi, dello stesso Barisone e degli altri tre giudici sardi.
L'edificio, originariamente a navata unica e con pianta a croce commissa, venne ampliato tra il 1242 e il 1268 verso est, con l'abbattimento dell'abside originaria e l'innesto di un corpo trinavato e nuova abside semicircolare. Sul braccio meridionale del transetto fu innalzato il campanile, a canna quadrata. Al termine dei lavori, la chiesa venne nuovamente consacrata.
Tra il 1955 e il 1960, in seguito a lavori di restauro, venne eliminata la cupola settecentesca del campanile e demolita la torre dell'orologio, addossata al fianco sud della chiesa e al campanile stesso; si ipotizza che tale struttura, forse riconducibile al primo impianto della chiesa, abbia svolto in origine funzione di torre campanaria.

## Descrizione
La chiesa venne eretta con l'impiego di cantoni di basalto scuro locale e inserti di trachite rossiccia in facciata, secondo "modi toscani, non vincolati alle forme pisane", nonostante la dipendenza del monastero dall'abbazia pisana di San Zeno. Il prospetto occidentale, insieme all'aula mononavata e alla base del campanile, sono strutture riconducibili alla fase costruttiva d'impianto, quindi alla chiesa consacrata nel 1146/47. La particolare cura stereotomica nel taglio e nella posa dei conci rilevata nelle strutture d'impianto, specialmente in facciata, ha portato all'ipotesi di un contributo delle maestranze borgognone, attive dopo il 1147 nella fabbrica dell'abbazia cistercense di Santa Maria di Corte, presso Sindia, con possibile prolungarsi dei lavori nella clesia nuova di Bonarcado oltre la data di consacrazione.
Il prospetto occidentale, a capanna, è caratterizzato da tre arcate a tutto sesto, nascenti le due laterali dalle paraste d'angolo, mentre quella centrale, più slanciata, scarica su due lesene prive di capitelli che rinserrano l'unico portale. Questo, stretto e architravato, è sormontato da arco di scarico in conci bicromi. A circa metà altezza di paraste e lesene, si osservano quattro mensoline allineate, la cui originaria funzione è tuttora ignota.
Nel fianco sud si eleva il campanile, su due ordini; il primo, coronato da archetti pensili, risale alla fase d'impianto, mentre l'ordine superiore, caratterizzato da robuste paraste angolari e dalle luci della cella campanaria, originariamente tutte ogivali (attualmente solo quella verso est, mentre le altre sono architravate), rivela l'appartenenza alla fase duecentesca. A quest'ultima fase edilizia, documentata epigraficamente tra il 1242 e il 1268, risale il corpo trinavato e absidato, che si innesta all'originaria chiesa mononavata, ampliandola e conferendole l'attuale icnografia "a Tau". Le maestranze attive nella fase edilizia duecentesca, di probabile provenienza iberica, introdussero per la prima volta in Sardegna una serie di elementi decorativi di foggia islamica, quali gli archetti lobati, lesene "a soffietto" o "a fisarmonica" (costituite dall'alternanza di elementi a listello e gola), peducci gradonati e a piramide rovesciata.